# Metodologia sociolinguística
Metodologia da Sociolinguística laboviana visa registrar dados linguísticos através de gravações de áudio, quantificação e análise dos materiais encontrados.
A Sociolinguística é uma das subáreas da Linguística, e correlaciona Língua e Social. Foi Saussure o primeiro a definir a Língua como objeto da Linguística e a considerá-la um fato social. William Labov, por sua vez, foi quem instituiu o que é conhecido por Sociolinguística Variacionista, também nomeada por Sociolinguística Quantitativa, por operar com números e tratamento estatístico dos dados coletados.
As etapas básicas na metodologia da pesquisa sociolinguística são:
- Gravação de inquéritos;
- Transcrição dos áudios;
- Levantamentos dos dados encontrados;
- Codificação dos dados;
- Quantificação;
- Análise dos resultados obtidos.

## Comunidade de fala
A comunidade de fala é o ponto de partida e o objeto de observação da análise sociolinguística. A conceituação do que é uma comunidade de fala é diversificada. Há autores que a conceituam sob aspectos sociais, linguísticos, socioculturais e também psicológicos.
Labov acredita que a língua não pode estar desvinculada do social, e que exerce uma função comunicativa em grupos sociais/culturais. Logo, em uma comunidade de fala, os indivíduos devem compartilhar de valores linguísticos semelhantes para que haja comunicação, fato que não delimita o falante a participar de uma só comunidade. Sendo assim, considera-se comunidade de fala um grupo de indivíduos que partilham dos mesmos julgamentos linguísticos (têm a maneira de falar  as escolhas linguísticas muito próximas). Um falante pode fazer parte de diversas comunidades de fala. A depender do ambiente social em que essa pessoa esteja inserida, ela adaptará as suas escolhas para adequar-se às exigências linguísticas de cada grupo. Ver variação estilística.

## Metodologia da pesquisa sociolinguística

### Método da Entrevista/Gravação de inquéritos
Segundo Tarallo, a escolha dos informantes para constituir o banco de dados da pesquisa sociolinguística deve seguir algumas regras: os informantes devem ter nascido ou ido morar desde muito pequenos na comunidade em estudo, assim como seus pais; o pesquisador deve ter em mãos gravador, material para fazer anotações e em momento algum pode explicar que a língua usada pela comunidade é o real foco da entrevista.  Acredita-se que, caso o informante saiba que terá a sua fala analisada, ele tenderá a monitorar ainda mais as suas escolhas linguísticas (monitoramento esse, que já é comprovado em muitas pesquisas como já existente, pelo simples fato de haver um gravador presente na conversa entre inquiridor e informante).
A coleta deve conter situações naturais de comunicação linguística, grande quantidade de material e boa qualidade sonora.

### Vernáculo: a fala espontânea
Labov afirma que o vernáculo é o veículo usado em situações naturais de uso, a língua falada entre pessoas mais próximas; a fala despreocupada, quando o indivíduo não presta atenção ao como está produzindo as enunciações. O pesquisador-sociolinguista deve, portanto, coletar o vernáculo em seus estudos. Porém, as condições de entrevista podem inibir ou até comprometer esse registro. Sendo assim, para que a coleta de dados seja proveitosa, é necessário, além de o informante não saber que o que está sendo estudado é a sua Língua, que o pesquisador se mostre interessado na comunidade em que está inserido, no conteúdo da entrevista. E, se possível, que tenha sido apresentado por alguém conhecido na comunidade e ter tido contato prévio com as pessoas a serem gravadas. Tais registros devem ser autorizados através de documento assinado por ambos os envolvidos.

### Levantamento de dados
Após a gravação dos inquéritos, os dados coletados devem ser transcritos. Basicamente, a transcrição objetiva transpor para a escrita o discurso falado da maneira mais fiel possível. Antes de dar início a esse processo, é preciso delimitar os detalhes da transcrição visada; por exemplo, definindo os pormenores a serem registrados e que aspectos devem ser ignorados, sempre justificando tais escolhas. É importante considerar que os dados devem ser transcritos exatamente como foi falado pelo informante.
Entretanto, a maioria dos sistemas de transcrição tem como referência o sistema ortográfico, independente da pronuncia efetiva. Apesar de comprometer a fidelidade dos registros, há a vantagem de garantir maior legitimidade da transcrição.
Depois de delimitar o fenômeno a ser estudado, o pesquisador deve fazer o levantamento dos dados relevantes à sua pesquisa. Após isso, deve organizá-los, fazendo a codificação que lhe for mais viável para, posteriormente, submeter esse material a um programa de quantificação.

### Quantificação dos dados
Para chegar a um resultado ao final da pesquisa sociolinguística, os pesquisadores têm que recorrer à estatística. A estatística entra nesse processo para, segundo Scherre e Naro, “revelar tendências e correlações inerentes na massa de dados linguísticos, e validá-las, dentro de um determinado grau de certeza”. A estatística ajuda o pesquisador-sociolinguista a quantificar, resumir e manipular os grandes dados coletados. Portanto, é através da quantificação que o pesquisador confere suas especulações e afirma o resultado da sua pesquisa. Atualmente, o programa mais utilizado para as quantificações de dados sociolinguísticos é o pacote de programas Gold Varb.
Depois de finalizada a quantificação, são realizadas a análise e a interpretação dos resultados obtidos. É muito comum o uso de tabelas e gráficos para ilustrar melhor a variação estudada.
Através de tal processo, é possível conferir se há na Língua uma variação estável ou uma mudança em curso.

## Ver Também
- Sociolinguística
- Sociolinguística Interacional
- Socioleto
- Idioleto
- Linguística
- William Labov
- Dialeto
- Variação linguística
- Projeto Atlas Linguístico do Brasil- ALiB